# 何達聰
何達聰，廣東省廣州府順德縣人，清朝政治人物、同進士出身。
光緒十二年（1886年），参加光緒丙戌科殿試，登進士三甲128名。同年五月，著交吏部掣签，分发各省以知县即用，改雷州府教授。